# Zorochros iranicus
Zorochros iranicus is een keversoort uit de familie kniptorren (Elateridae). De wetenschappelijke naam van de soort is voor het eerst geldig gepubliceerd in 2002 door Dolin in Dolin & Mertlik.